# 736 a.C.
Il 736 a.C. (DCCXXXVI a.C. in numeri romani) è un anno  dell'VIII secolo a.C.

## Eventi
- Malta viene colonizzata dai Greci